# Hans-Joachim Arnold

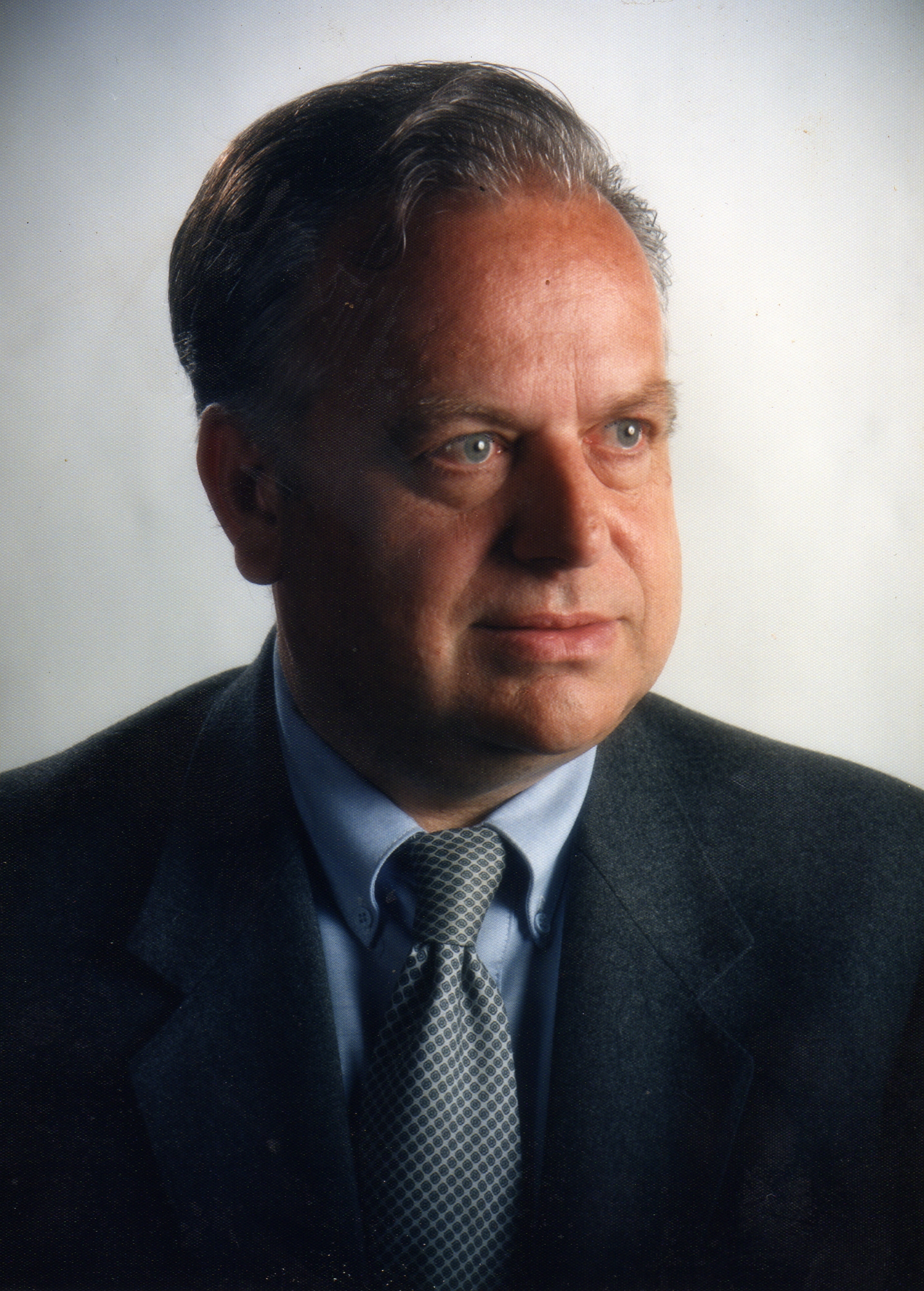
Hans-Joachim Arnold

Hans-Joachim Felix Arnold (* 31. März 1932 in Berlin; † 20. Februar 2006 in Mülheim an der Ruhr) war ein deutscher Mathematiker und Hochschullehrer. Der Schwerpunkt seiner Arbeit lag in der Verbindung von Universeller Algebra und Geometrie, er begründete die Geometrische Relationenalgebra.

## Leben
Arnold studierte in der Zeit von 1952 bis 1958 an der Universität Hamburg und wurde im Jahr 1965 mit der Schrift Über die Fernräume affiner Räume bei Emanuel Sperner promoviert. 1970 habilitierte er sich ebenfalls bei Sperner mit der Arbeit Die Geometrie der Ringe im Rahmen allgemeiner affiner Strukturen. 1966 wurde er Assistent an der Ruhr-Universität Bochum, im Jahr 1973 erfolgte dann der Ruf als Gründungssenator für das Fach Mathematik beim Aufbau der damaligen Gesamthochschule Duisburg. Arnold gründete im Jahr 1977 zusammen mit Heinrich Wefelscheid die Zeitschrift Results in Mathematics.

## Werk
Arnold konnte ein Problem der Algebraisierung von nicht notwendig desarguesschen affinen und projektiven Geometrien mit dem von ihm eingeführten relationenalgebraischen Kalkül der Relative und Multigruppen abschließend lösen. Herkömmliche Strukturen wie Gruppoide, Quasimoduln oder Ternärkörper algebraisieren zwar schwach affine Geometrien, also insbesondere auch nicht-desarguesschen affine Ebenen, und können wiederum auch diese Geometrien erzeugen. In allen Fällen ist aber die Synonymitätsbedingung wegen fehlender Koordinatenbereiche oder wegen Abhängigkeiten von der Wahl eines für das Übergangsverfahren benötigten Koordinatensystems verletzt. Erst mit den affinen Relativen, die aus einer Menge von Relationen bestehen, die auf der Punktmenge der vorgelegten Geometrie operieren, kehren die Übergangsverfahren der Algebraisierung und Geometrisierung synonym, d. h. bis auf Isomorphie, einander um.
Ein weiterer Vorteil der relationenalgebraischen Sprechweise liegt in ihrer konstruktiven Erweiterbarkeit: Die Sprache der Geometrischen Relationenalgebra ist geeignet, für reichhaltige geometrische Zusatzaxiome (Schließungssätze) äquivalente einfache Rechenregeln anzugeben. So ist die von Arnold entwickelte zweistufige (H2)-Homogenitätsregel äquivalent zur Konstruierbarkeit parallelähnlicher Dreiecke, also zu dem Tamaschke-Axiom. Seine dreistufige (H3)-Homogenitätsregel findet auf der geometrischen Seite ihre Entsprechung in der Gültigkeit des großen affinen Satzes von Desargues in der Ebene. Durch eine Antisymmetrie der Operatoren in den affinen Richtungsrelativen konnte Arnold die im Sinne David Hilbert angeordneten affinen Geometrien synonym beschreiben. Seinen Doktoranden Roland Soltysiak, Andreas Kopp und Chandrasekara Senevirathne gelang daraufhin die synonyme Entsprechung von Fastkörpergeometrien, Liniengeometrien und den im Sinne von Emanuel Sperner angeordneten – kurz: halbgeordneten – affinen Geometrien durch fastaffine Relative, Linienrelative und durch affine Orientierungsrelative.
In all diesen Geometrien spielt die Zeit noch keine Rolle, doch gelingt Arnold auch eine Dynamisierung der affinen Relative durch Einbezug von Zeitstrukturen mit den Regel-Relativen. Während zur Analyse und Modellierung dynamischer Systeme komplexe mathematische Methoden der Differentialgleichungssysteme, Differentialgeometrie oder der Differentialalgebra herangezogen werden, stellt er mit den zum allgemeinen Systembegriff von Eduardo D. Sontag synonymen „Regel-Relativen“ eine neue mathematische Sprache für zeitdiskrete und kontinuierliche Systeme bereit. Mit diesem Ansatz war es seinen Doktoranden Peter Stemper, Marc Schleuter und Dirk Wetscheck möglich, Beispielklassen linearer, nichtlinearer und Fuzzy-Systeme aus der Kontrolltheorie mit derselben mathematischen Methode zu erfassen; Axel Sauerland zeigte die Isomorphie von durch zustandshomogene und eingangshomogene Bilinearsysteme definierten Regel-Relative zu desarguesschen affinen Relativen.
Projektive Geometrien werden von Arnold zunächst mit so genannten (dreidimensionalen) projektiven Multigruppen synonym beschrieben.
Mit den auf dieser Punktmenge operierenden 2x2-Relationen, die wiederum ein projektives (2x2)-Relativ synonym definieren, gelingt dann durch die konstruktive Erweiterbarkeit zu einer (H2x2)-Homogenitätsregel die Beschreibung des großen projektiven Satzes von Desargues in der Ebene.
Arnolds affine bzw. projektive Relative in der Begriffswelt der Algebra und affine bzw. projektive Geometrien erweisen sich als zwei verschiedene Sprechweisen für ein und denselben Sachverhalt. Darüber hinaus gelingt ihm mit den Relativen auch noch eine mathematische Beschreibungsmöglichkeit der Kognitionstheorie. Handlungstheoretische Konzepte und kognitive Aspekte bei der Regelung einfacher dynamischer Systeme werden ebenfalls von ihm mittels relationentheoretischer Methoden mathematisiert.

## Schriften
- Über Fernräume schwach affiner Räume. In: Abhandlungen aus dem Mathematischen Seminar der Universität Hamburg. Band 30, Universität Berlin, Hamburg 1967, S. 75–105, doi:10.1007/BF02993993.
- Über eine Klasse von Spernerschen Quasimoduln. In: Abhandlungen aus dem Mathematischen Seminar der Universität Hamburg. Band 31, Universität Berlin, Hamburg 1967, S. 206–212, doi:10.1007/BF02992400.
- Algebraische und geometrische Kennzeichnung der schwach affinen Vektorräume über Fastkörpern. In: Abhandlungen aus dem Mathematischen Seminar der Universität Hamburg. Band 32, Universität Berlin, Hamburg 1968, S. 73–88, doi:10.1007/BF02993915.
- Hüllenoperationen und transfiniter Steinitzer Austauschsatz. In: Abhandlungen aus dem Mathematischen Seminar der Universität Hamburg. Band 33, Universität Berlin, Hamburg 1969, S. 32–42, doi:10.1007/BF02992802.
- Die Geometrie der Ringe im Rahmen allgemeiner affiner Strukturen. In: Hamburger mathematische Einzelschriften. Vandenhoeck & Ruprecht, Göttingen Neue Folge, Heft 4, 1971.
- A way to the geometry of rings. In: Journal of Geometry. Volume 1, issue 2, 1971, S. 155–167, doi:10.1007/BF02150269.
- Verbindung geometrischer und algebraischer Strukturen. In: Abhandlungen aus dem Mathematischen Seminar der Universität Hamburg. Band 37, Universität Berlin, Hamburg 1972, S. 1–5, doi:10.1007/BF02993894.
- Der projektive Abschluß affiner Gemotrien mit Hilfe relationentheoretischer Methoden. In: Abhandlungen aus dem Mathematischen Seminar der Universität Hamburg. Band 40, Universität Berlin, Hamburg 1974, S. 197–214, doi:10.1007/BF02993598.
- Eine relationentheoretische Algebraisierung angeordneter affiner und projektiver Geometrien. In: Abhandlungen aus dem Mathematischen Seminar der Universität Hamburg. Band 45, Universität Berlin, Hamburg 1976, S. 3–60, doi:10.1007/BF02992902.
- Relationentheoretische Gruppierungen im Rahmen der Piagetschen Entwicklungspsychologie. In: Beiträge zur Geometrischen Algebra. 1977, S. 361–366, doi:10.1007/978-3-0348-5573-0_49.
- Zur Algebraisierung allgemeiner affiner und zugehöriger projektiver Strukturen mit Hilfe eines vektoriellen Kalküls. In: Beiträge zur Geometrischen Algebra. 1977, S. 25–29, doi:10.1007/978-3-0348-5573-0_2.
- Zur Charakterisierung der in zwei Punkten homogenen Spernerschen Räume. In: Journal of Geometry. Volume 9, issue 1–2, 1977, S. 9–17, doi:10.1007/BF01918053.
- Über die Struktur der in zwei Punkten homogenen, distributiven Spernerschen Räume unter besonderer Berücksichtigung ihrer Fernräume. In: Archiv der Mathematik. Volume 30, issue 1, 1978, S. 551–560, doi:10.1007/BF01226100.
- Richtungsalgebren. In: Contributions to Geometry. 1979, S. 379–382, doi:10.1007/978-3-0348-5765-9_22.
- Konstruktion von in zwei Punkten homogenen, distributiven Spernerschen Ebenensternen. In: Journal of Geometry. Volume 16, issue 1, 1981, S. 83–92, doi:10.1007/BF01917577.
- Affine Relative. In: Results in Mathematics. Band 12, Birkhäuser, Basel 1987, S. 1–26, doi:10.1007/BF03322375.
- Über einen relationalen Kalkül zur Algebraisierung projektiver Ebenen. In: Results in Mathematics. Band 19, Birkhäuser, Basel 1991, S. 211–233, doi:10.1007/BF03323282.
- Der Systembegriff der Kontrolltheorie und Regel-Relative. In: Abhandlungen aus dem Mathematischen Seminar der Universität Hamburg. 28, Universität Berlin, Hamburg 1995, S. 195–208, doi:10.1007/BF03322252.